# Czarne Błoto
Czarne Błoto – wieś w Polsce położona w województwie kujawsko-pomorskim, w powiecie toruńskim, w gminie Zławieś Wielka.
W latach 1975–1998 miejscowość administracyjnie należała do województwa toruńskiego. Według Narodowego Spisu Powszechnego (2021 r.) liczyła 1307 mieszkańców.
Nazwa miejscowości pochodzi od warunków wodnych występujących na tym terenie (bagna, trzęsawiska o kolorze ciemnym). Wzmiankowana po raz pierwszy w 1342 r., jako Hartsmanbruch [hart man-tuż przy Bruch- moczary, trzęsawisko], niem. Schwarzbruch [schwartz- czarny, ciemny]. W 1457 r. wymieniona jako Bruch w przywileju K.Jagiellończyka, 1732 r. - Bruch, 1793 r. - Schwartzbruch, 1922 r. - Czarnebłoto. Często, niesłusznie zwane Czarnymi Błotami. W okresie międzywojennym we wsi mieszkała rodzina poety Kazimierza Wierzyńskiego. Przy drodze do Czarnego Błota istnieje zdewastowany cmentarz ewangelicki z II poł. XIX w.
Wieś jest upamiętniona w wierszu Kazimierza Wierzyńskiego pt. Czarne Błoto.

## Obiekty zabytkowe[6]
- cmentarz ewangelicki z 1. poł. XIX w.[7]
- budynek dawnej szkoły